# Fathers (película de 2020)
Fathers (en camboyano: ដើម្បីកូន; romanizado: Daeumbei Kon) es una película dramática camboyana de 2020 dirigida por Huy Yaleng, y coescrita por Yaleng y Chatwa Plus. Fue seleccionada como la entrada camboyana a la Mejor Película Internacional en la 93.ª edición de los Premios Óscar, pero no fue nominada.

## Sinopsis
Tras perder una pierna un hombre vive de su ciclomotor con el fin de mantener a sus dos hijos tras ser abandonados por la madre.

## Reparto
- Chy Chenhlin como Srey Sor (Chy Chhinglin)
- Sonyta Mean como Sotheary
- Kong Sophy como Hong
- Huy Yaleng como Kun